# Його найкращий день
«Його найкращий день» (англ. His Day Out) — американська короткометражна кінокомедія режисера Арвіда Е. Джиллстрома 1918 року.

## У ролях
- Біллі Вест[en] — Біллі
- Олівер Гарді — Оллі
- Етель Марі Бертон
- Літріс Джой — Джо
- Лео Вайт
- Джо Бордо
- Бад Росс — батько
- Слім Коул
- Дон Лайкс — клієнт
- Біллі Квірк